# 冰滴咖啡

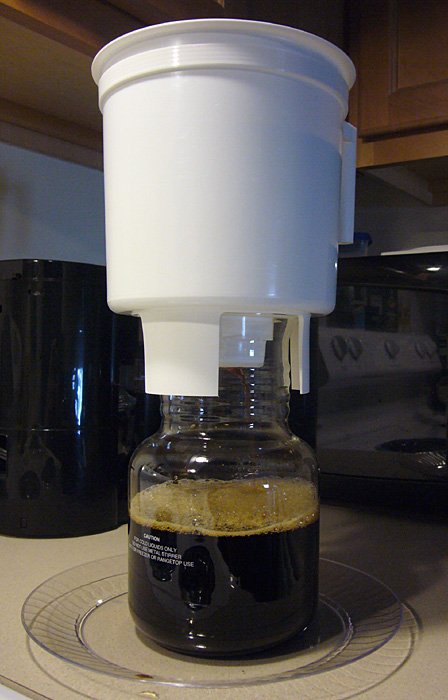
正在冷滴中的咖啡

冷泡咖啡是一種製作咖啡飲品的方式。一般所指的冷釀咖啡是由室温水浸泡放入研磨过的咖啡豆置于冰箱至少十二小时釀製而成，之后需要使用特殊滤纸或者过滤器将水与咖啡進行分离。
冰滴咖啡不是冷泡咖啡，英文為，冰滴式咖啡，利用冰水，一滴一滴滴入咖啡粉中來萃取咖啡，這個過程十分緩慢，往往要進行數小時之久，因此冰滴式咖啡的價格較為昂貴，但口感極佳。

## 歷史
它發明於荷蘭，又稱荷蘭式冰咖啡滴濾器，3-4層的玻璃容器架在木座上。
荷蘭式冰咖啡滴濾器的上層是一個裝水的容器，依容量有500ml到3000ml等型式。
雖然冰滴咖啡是荷蘭發明的，但一個有趣的現象是，在荷蘭幾乎找不到這種咖啡，不過它反倒是在亞洲引發了冰滴風潮。在日本，冰滴咖啡已有幾百年的歷史，所以冰滴咖啡也被稱為“Kyoto coffee”（京都咖啡）、“Japanese-style slow-drip”（日式慢滴）。而在韓國，幾乎每家咖啡館都在賣冰滴咖啡，許多有名的冰滴器具品牌也都來自日本和韓國。

## 外觀
這個容器的底端有一個控制水流量的開關，中間是一段裝咖啡粉的長管。最後就是一個承接咖啡的玻璃壺。
使用時將冷開水或冰塊裝入上層的容器內，咖啡粉裝入中間的管子裡，咖啡粉的粗細大約在法式濾壓壺和虹吸式咖啡壺之間。
然後旋開上層容器的開關，讓水一滴一滴的滴下來，水會慢慢的滲透過咖啡粉，然後滴到下層的玻璃壺內。
若需調整滴水器開關，大約是3秒鐘兩滴的間距。

## 原理
冰滴咖啡藉由咖啡本身與水相容性，主要是藉由冷凝自然滲透水壓，一點一滴萃取而出。
所萃取出的咖啡味道，會依咖啡烘焙程度、水量、水溫、水滴速度、咖啡研磨粗細等因素而改變，而所萃取出來的咖啡也有不同的風味。

## 特色
冷萃式的咖啡酸性物質的萃出比熱萃的少，所以酸味會比較低，但因為花果香氣需要高溫萃取，所以花果風味會大量減少。
利用此法製作咖啡，經過數天熟成後，會發生風味的改變。由於咖啡含糖量不高，這個過程並不是學術認知的發酵反應。可能和氧化、微生物參與使得風味物質改變等情況有關。
冰滴咖啡製成後，可以直接飲用、亦可加冰塊、冰水、熱水、牛奶調味，也可以打入空氣、氮氣，改變口感。除了製程時間長，製成後，是方便、應用多元且風味絕佳的咖啡。

## 外部連結
- A brewing system without heat proves it's a contender when it comes to taste（页面存档备份，存于）